# Bolyphantes nigropictus
Bolyphantes nigropictus là một loài nhện trong họ Linyphiidae.
Loài này thuộc chi Bolyphantes. Bolyphantes nigropictus được Eugène Simon miêu tả năm 1884.